# Sho (strumento musicale)
Lo sho, o nella più corretta traslitterazione shō (笙), è uno strumento a fiato ad ancia libera. Esso rappresenta l'equivalente giapponese dello sheng cinese, dal quale deriva, ed è composto da 17 canne di bambù di lunghezza diversa, con le quali si possono ottenere suoni di varie altezze. Appartiene alla famiglia degli organi a bocca.

## Caratteristiche
La lunghezza delle varie canne non è legata a ragioni di praticità, bensì di estetica: lo strumento ha infatti un aspetto simmetrico definito "simile alle ali di una fenice".
Analoghi organi a bocca vengono utilizzato in molti paesi dell'Asia orientale e del Sud-est asiatico al fine di creare melodie; solo in Giappone esso viene utilizzato invece per produrre accordi - o meglio cluster - ed è strumento tipico del gagaku. 
Lo shō è oggetto di interesse di diversi compositori contemporanei: ad esempio Tōru Takemitsu lo ha impiegato nella sua musica. L'organo a bocca giapponese appare anche nella colonna sonora di Drawing Restraint 9, film di Matthew Barney, composta da Björk, nel quale lo shō rappresenta lo strumento caratteristico.